# Carsta Genäuß
Carsta Genäuß-Kühn (Dresde, RDA, 30 de noviembre de 1959) es una deportista de la RDA que compitió en piragüismo en la modalidad de aguas tranquilas.
Participó en los Juegos Olímpicos de Moscú 1980, obteniendo una medalla de oro en la prueba de K2 500 m. Ganó siete medallas en el Campeonato Mundial de Piragüismo entre los años 1978 y 1985.

## Palmarés internacional
| Juegos Olímpicos   | Juegos Olímpicos         | Juegos Olímpicos | Juegos Olímpicos |
| Año                | Lugar                    | Medalla          | Evento           |
| ------------------ | ------------------------ | ---------------- | ---------------- |
| 1980               | Moscú (URSS)             | Medalla de oro   | K2 500 m         |
| Campeonato Mundial |                          |                  |                  |
| Año                | Lugar                    | Medalla          | Evento           |
| 1978               | Belgrado (Yugoslavia)    | Medalla de oro   | K4 500 m         |
| 1981               | Nottingham (Reino Unido) | Medalla de oro   | K2 500 m         |
| 1981               | Nottingham (Reino Unido) | Medalla de oro   | K4 500 m         |
| 1983               | Tampere (Finlandia)      | Medalla de oro   | K2 500 m         |
| 1983               | Tampere (Finlandia)      | Medalla de oro   | K4 500 m         |
| 1985               | Malinas (Bélgica)        | Medalla de oro   | K2 500 m         |
| 1985               | Malinas (Bélgica)        | Medalla de oro   | K4 500 m         |